# Chiapas (Las Margaritas)
Chiapas es una localidad del estado mexicano de Chiapas. Es parte del municipio de Las Margaritas.

## Toponimia
El nombre «Chiapas» proviene de los términos en náhuatl chia, chía; apan, río. Su significado es «río de la chía».

## Demografía
| Gráfica de evolución demográfica |
|                                  |

| Censo | Población |
| ----- | --------- |
| 1940  | 414       |
| 1950  | 463       |
| 1960  | 567       |
| 1970  | 704       |
| 1980  | 628       |
| 1990  | 1 172     |
| 2000  | 1 496     |
| 2010  | 1 808     |
| 2020  | 2 005     |